# امیر پورکیان
امیر پورکیان (زادهٔ ۱۵ بهمن ۱۳۶۲ اهواز) نویسنده و فیلم ساز معترض اهل ایران است. وی فارغ‌التحصیل کارشناسی رسانه است و تا کنون تمامی آثارش همواره با توقیف و سانسور همراه بوده است.

## زندگی
امیر پورکیان متولد ۱۵ بهمن ۱۳۶۲ در اهواز ، کارگردان و تهیه‌کننده سینما، فارغ‌التحصیل کارشناسی روابط عمومی و رسانه که فعالیت سینمایی خود را با تهیه‌کنندگی فیلم خیابان یکطرفه آغاز کرد. در سال نود و چهار فیلم دریا و ماهی پرنده را تهیه‌کنندگی کرد که این فیلم موفق به دریافت جایزه بهترین فیلم جشنواره بین‌المللی فیلم‌های کودکان و نوجوانان همدان، برنده جایزه بهترین فیلم موندنس آمریکا و برنده جایزه بهترین فیلم منتقدین مسکو شد. امیر پورکیان در سمت کارگردانی فیلم سینمایی ناکوک را در سال ۱۳۹۵ ساخت. این فیلم موفق به شرکت در فستیوال‌های دوربان آفریقای جنوبی و کازان روسیه شد. امیر پورکیان تهیه‌کننده اولین فیلم سلفی ایران را بعهده داشته و همچنین تهیه‌کننده فیلم خنده‌های آتوسارکورد دار کوتاه‌ترین فیلمبرداری در قطار در حال حرکت، بوده‌است. آخرین فیلم سینمایی وی به نام «آینده» به نویسندگی و کارگردانی امیر پورکیان به تازگی پروانه نمایش گرفته است. 
به گزارش تهران رسانه و خبرگزاری برنا , امیر پورکیان کارگردان سینما با انتشار پستی در صفحه شخصی اش از دفتر اشعار خود رونمایی کرد.

## حواشی
امیر پورکیان به دلیل مقابله با تمامیت خواهی نظام  سرمایه داری در آثار هنری از فیلم سینمایی آینده برائت کرد و نام خود را به عنوان نویسنده و کارگردان حذف نمود.
او رکوردار توقیف در نمایش خانگی ست سریال ممنوعه و سریال غربت هر دو در زمان پخش توقیف شدند و این فیلمساز زیر نظر مقامات امنیتی قرار گرفت.
در سال ۱۴۰۳، سریال «غربت» به نویسندگی و کارگردانی امیر پورکیان، پس از پخش سه قسمت در مردادماه، با دستور دادستانی تهران و به درخواست وزارت اطلاعات به بهانه توهین به قوم عرب و ایجاد ناامنی‌های مسلحانه در خوزستان توقیف شد. این اقدام موجی از اعتراضات و واکنش‌های متضاد را در فضای رسانه‌ای و شبکه‌های اجتماعی به همراه داشت.
در ابتدا دلایل توقیف سریال به تصویرسازی نادرست از مردم حاشیه‌نشین عرب‌زبان نسبت داده شد، اما اخیراً گزارشی از Fox Interviewer پرده از دلایل واقعی توقیف برداشت. این رسانه اعلام کرد که ماجرای توقیف سریال ارتباطی به جریانات قومیتی نداشته و در واقع به پرداخت صریح سریال به بحران‌های اجتماعی و سیاسی جامعه ایران مربوط بوده است. به گفته این گزارش، «غربت» با نمایش واقعیت‌های تلخ زندگی طبقات قربانی و پرداختن به نقش اعتراضی زنان، حساسیت‌های شدیدی را در میان برخی نهادهای امنیتی و نظارتی برانگیخته است.
خط اصلی  داستان سریال به زنان اختصاص داشت که به‌عنوان نمادی از مقاومت، عدالت‌خواهی، و تغییر معرفی شده بودند. این بخش از سریال که به اعتراضات زنان علیه بی‌عدالتی‌های قلدر منطقه زندگیشان و ساختارهای تبعیض‌آمیز می‌پرداخت، به‌عنوان تهدیدی علیه نظم عمومی تلقی شد. امیر پورکیان، در مصاحبه‌ای با رسانه‌های داخلی مانند تابناک و فرهیختگان، این موضوع را افشا کرده و اظهار داشت که دلیل اصلی توقیف، نگاه جسورانه سریال به نقش زنان در تغییرات اجتماعی بوده است.
پورکیان همچنین در مصاحبه با فرهیختگان تأکید کرد که «غربت» تلاش داشته تا تصویری واقعی و بی‌پرده از مشکلات جامعه، مانند تبعیض، و نابرابری در حق زنان جامعه را نمایش دهد. او رسما اظهار داشت  این اثر هرگز پروانه نمایش نگرفته است...
افشاگری‌ها واکنش‌های مختلفی را به دنبال داشت...
در نهایت سریال پورکیان پس از چند ماه اصلاحات و رفع موانع، مجدداً به نمایش درآمد، اما ماجرای توقیف آن به یکی از مهم‌ترین نمونه‌های فشار بر هنر مستقل در ایران تبدیل شد. «غربت» اکنون به‌عنوان اولین محصول بصری پخش شده در پلتفرم ها بدون هیچ  مجوزی از جمهوری اسلامی تلقی میشود و  امیر پورکیان نیز با این اثر دوباره مهر تاییدی بر معترض بودنش به وضع زنان در جامعه نشان داد.

## فیلم‌شناسی

#### کارگردان
- غربت (۱۴۰۳)
- خانه شیشه‌ای (۱۴۰۰)
- موافقت اصولی (۱۳۹۸) [۱۴]
- آینده (۱۳۹۷)  [۱۵][۱۶]
- ممنوعه (۱۳۹۷)
- ناکوک (۱۳۹۵)[۱۷]
- خیابان یکطرفه
- دریا وماهی پرنده
- گاهی
- خنده های آتوسا
- زار